# Рёло, Франц
Франц Рёло́ (нем. Franz Reuleaux; 30 сентября 1829, Эшвайлер, Пруссия — 20 августа 1905, Берлин, Германская империя) — немецкий учёный в области механики и машиностроения, лектор Берлинской королевской технической академии, ставший впоследствии её президентом.

## Биография
Учился в Политехникуме Карлсруэ (1850—1852). Ученик Фердинанда Редтенбахера. С 1856 по 1864 год работал в Цюрихском политехникуме, с 1864 по 1905 год — в Берлинской Королевской технической академии.
Внёс значительный вклад в развитие теории машин и механизмов. В монографии «Теоретическая кинематика» (1875) разработал и изложил основные положения структуры и кинематики механизмов. Дал определение машины, сформулировал понятие кинематической пары и построил на его базе учение о механизмах, указал на методы синтеза механизмов. Механизм Рёло определял как замкнутую кинематическую цепь принуждённого движения с одним закреплённым звеном.
Занимался проблемами эстетичности технических объектов, промышленным дизайном. В своих конструкциях придавал большое значение внешним формам машин, за что Рёло при жизни называли «поэтом в технике».